# 1895 en combiné nordique
| Années du combiné nordique : 1892 - 1893 - 1894 - 1895 - 1896 - 1897 - 1898    |
| Décennies du combiné nordique : 1860 - 1870 - 1880 - 1890 - 1900 - 1910 - 1920 |

Cette page reprend les résultats de combiné nordique de l'année 1895.

## Festival de ski d'Holmenkollen
1895 est l'année de la quatrième édition du festival de ski d'Holmenkollen, compétition organisée annuellement depuis 1892.
La course fut remportée par le norvégien Viktor Thorn
devant ses compatriotes Oluf Berg (no) et Robert Pehrson.